# Sejny (comune rurale)
Sejny (Lituano: Seinų valsčius) è un comune rurale polacco del distretto di Sejny, nel voivodato della Podlachia.
Ricopre una superficie di 218,01 km² e nel 2004 contava 4 111 abitanti. Il capoluogo è Sejny, che non fa parte del territorio ma costituisce un comune a sé.

## Località
Il comune è costituito dalle seguenti località:
Babańce, Berżniki, Berżniki-Folwark, Berżałowce, Berżałowce-Gajówka, Bose, Bubele, Burbiszki, Degucie, Dubowo, Dusznica, Dworczysko, Gawieniańce, Grudziewszczyzna, Gryszkańce, Hołny Majera, Hołny Wolmera, Jenorajście, Jodeliszki, Kielczany, Klejwy, Klejwy PGR, Kolonia, Kolonia Sejny, Konstantynówka, Krasnogruda, Krasnowo, Krejwińce, Lasanka, Łumbie, Markiszki, Marynowo, Marynowo-Kolonia, Nowosady, Nożegary, Ogrodniki, Olszanka, Poćkuny, Podlaski, Posejanka, Posejny, Półkoty, Rachelany, Radziucie, Radziuszki, Rynkojeziory, Sumowo, Sztabinki, Świackie, Wigrańce, Wigrańce-Leśniczówka, Zaleskie, Zaruby, Żegary.